# Myrmarachne seriatis
Myrmarachne seriatis este o specie de păianjeni din genul Myrmarachne, familia Salticidae, descrisă de Banks, 1930. Conform Catalogue of Life specia Myrmarachne seriatis nu are subspecii cunoscute.